# Роберт Барані
Роберт Барані (нім. Róbert Bárány, угор. Bárány Róbert; 22 квітня 1876, Відень — 8 квітня 1936 , Упсала) — австрійський оториноларинголог угорсько-єврейського походження. Лауреат Нобелівської премії з фізіології і медицини в 1914 році.